# 騎兵第1旅団 (日本軍)
騎兵第1旅団 （きへいだいいちりょだん）は、大日本帝国陸軍の騎兵旅団の一つ。衛戍地を現在の千葉県船橋市三山および習志野市大久保地区に置き。「騎兵の町・軍郷習志野」を象徴する存在の1つである。

## 概要
旅団は旅団司令部と騎兵第13連隊及び騎兵第14連隊によって構成されており、平時は近衛師団に属し近衛騎兵連隊を隷下に加えられていた（両騎兵連隊の編制は平時5個中隊、戦時4個中隊）。日露戦争の折には、秋山好古旅団長の指揮下で秋山支隊の基幹部隊となり、ロシア帝国のコサック騎兵部隊を撃破するなど大いに活躍したことで有名である。この出来事は習志野の地名を全国に広めるきっかけとなった。

## 沿革
- 1899年（明治32年） - 千葉県千葉郡幕張町実籾（現・習志野市東習志野）にあった高津廠舎を仮兵舎として発足。
- 1901年（明治34年）
  - 11月20日 - 旅団司令部が千葉郡津田沼村大字大久保新田の騎兵第13連隊営内に開庁し事務を開始[1]。
  - 12月19日 - 騎兵第13連隊・騎兵第14連隊に軍旗が授与。
- 1902年（明治35年） - 大久保にて編成完了。
  - 4月2日 - 旅団司令部が津田沼村大字大久保新田の新築舎に移転[2]。
- 1923年（大正11年） - 軍備整理により1個中隊を減じ、平時4個中隊となる。
- 1932年（昭和07年）6月 - 満州事変出動時には旅団機関銃隊（1中隊16挺）、騎砲兵中隊（4門）を加えて戦時編制を整備。さらに別に試験として装甲自動車中隊（装甲車7輌、自動貨車若干）を加える。両連隊は留守隊として各1中隊を内地に残し3中隊編制で出動。
- 1933年（昭和08年） - 装甲自動車中隊は正式に編制化され旅団自動車隊となる。騎兵第1旅団、騎兵第4旅団を統合して騎兵集団を編成。
- 1934年（昭和09年／康徳元年） - 満州常駐部隊となり留守隊は廃止され、これを招致して両連隊は4個中隊となる。
- 1935年（昭和10年／康徳2年） - 旅団の騎砲兵中隊及び装甲自動車中隊は騎兵集団の直轄となる。
- 1936年（昭和11年／康徳3年） - 編制改正により両騎兵連隊に機関銃中隊が新設される。
- 1938年（昭和13年／康徳5年）6月 -  北支に出動。
- 1939年（昭和14年／康徳6年）
  - 2月 - 騎兵集団司令部と共に蒙彊に移る。
  - 10月 - 旅団各隊は自動車編制に改編、更に騎兵第71連隊（自動車編成の4中隊・機関銃中隊）が増加される。
- 1942年（昭和17年／康徳9年）10月 - 旅団廃止。各部隊は戦車第3師団の部隊に改編される。

## 所在地
騎兵第13連隊
- 千葉県千葉郡二宮町（現・船橋市三山二丁目2-1）

騎兵第14連隊
- 千葉県千葉郡津田沼町大字大久保新田（現・習志野市泉町一丁目2-1）

※ 京成電気軌道（現・京成電鉄）本線京成大久保駅下車徒歩10分
※ JR総武本線津田沼駅から京成バス津01・02系統で「東邦大学前」「日大生産工学部前」下車

### 跡地
現在、騎兵第13連隊跡地には東邦大学習志野キャンパス・東邦大学薬学部薬用植物園が、騎兵第14連隊跡地には日本大学生産工学部津田沼キャンパスが立地している。旅団司令部跡地は八幡公園になっており、1976年に建立された「習志野騎兵旅団発祥の地」の碑がある。

## 歴代旅団長
| 代 | 氏名       | 在任期間                       | 出身校・期          | 前職               | 後職             | 備考               |
| -- | ---------- | ------------------------------ | ------------------- | ------------------ | ---------------- | ------------------ |
| 1  | 渋谷在明   | 1901年11月3日 - 1903年4月2日   | 士候旧2期・ 陸大2期 | 陸軍騎兵実施学校長 | 騎兵監           |                    |
| 2  | 秋山好古   | 1903年4月2日 - 1906年2月6日    | 士候旧3期・ 陸大1期 | 支那駐屯軍守備司令 | 騎兵監           |                    |
| 3  | 本多道純   | 1906年2月20日 - 1909年4月1日   | 士候旧5期           | 騎兵第16連隊長     | 騎兵第3旅団長    |                    |
| 4  | 河野政次郎 | 1909年4月1日 - 1912年4月26日   | 士候旧7期           | 騎兵第14連隊長     | 待命             |                    |
| 5  | 永沼秀文   | 1912年4月26日 - 1917年8月6日   | 士候旧8期           | 騎兵第13連隊長     | 待命             |                    |
| 6  | 稲垣三郎   | 1917年8月6日 - 1918年8月19日   | 士候2期・ 陸大13期  | 参謀本部附         | 浦塩派遣軍参謀   |                    |
| 7  | 田村守衛   | 1918年8月19日 - 1921年7月20日  | 士候5期・ 陸大15期  | 陸大幹事           | 陸軍騎兵学校長   |                    |
| 8  | 小畑豊之助 | 1921年7月20日 - 1924年12月15日 | 士候7期・ 陸大18期  | 騎兵第1連隊長      | 軍馬補充部本部長 |                    |
| 9  | 宮内英熊   | 1924年12月15日 - 1927年4月1日  | 士候10期・ 陸大20期 | 第7師団参謀長      | 近衛師団司令部附 |                    |
| 10 | 柳川平助   | 1927年4月1日 - 1929年8月1日    | 士候12期・ 陸大24期 | 参謀本部演習課長   | 陸軍騎兵学校長   |                    |
| 11 | 梅崎延太郎 | 1929年8月1日 - 1930年12月22日  | 士候12期・ 陸大22期 | 陸軍騎兵学校長     | 軍馬補充部本部長 |                    |
| 12 | 吉岡豊輔   | 1930年12月22日 - 1932年8月8日  | 士候12期            | 軍馬補充部本部長   | 騎兵監           | 32.8.7中将         |
| 13 | 高波祐治   | 1932年8月8日 - 1933年12月20日  | 士候15期・ 陸大25期 | 騎兵第2旅団長      | 近衛師団司令部附 |                    |
| 14 | 中山蕃     | 1933年12月20日 - 1936年3月7日  | 士候16期・ 陸大25期 | 騎兵監部附         | 軍馬補充部本部長 |                    |
| 15 | 黒谷正忠   | 1936年3月7日 - 1937年3月1日    | 士候18期・ 陸大31期 | 軍馬補充部高級部員 | 待命             |                    |
| 16 | 野澤北地   | 1937年3月1日 - 1938年3月1日    | 士候17期            | 軍馬補充部部員     | 軍馬補充部本部長 |                    |
| 17 | 大賀茂     | 1938年3月1日 - 1939年9月12日   | 士候21期・ 陸大30期 | 陸軍騎兵学校幹事   | 陸軍騎兵学校長   |                    |
| 18 | 片桐茂     | 1939年9月12日 - 1940年12月2日  | 士候25期・ 陸大36期 | 陸軍騎兵学校附     | 騎兵監部附       |                    |
| 19 | 栗林忠道   | 1940年12月2日 - 1941年9月16日  | 士候26期・ 陸大35期 | 騎兵第2旅団長      | 第23軍参謀長     |                    |
| 20 | 森茂樹     | 1941年9月19日 - 1943年7月14日  | 士候28期・ 陸大39期 | 中部軍参謀         | 馬政局次長       | 大佐 41.10.15.少将 |

## 各連隊歴代連隊長

### 騎兵第13連隊
- 第1代 田村久井 騎兵大佐：1900年4月25日 - 1904年9月21日
- 第2代 小池順 騎兵中佐：1904年 - 1906年2月24日
- 第3代 永沼秀文 騎兵大佐：1906年3月16日 - 1909年9月25日
- 第4代 牧野正臣 騎兵中佐：1909年9月25日 - 1912年8月5日
- 第5代 渡辺為太郎  騎兵中佐：1912年8月5日 -
- 第6代 南次郎 騎兵中佐：1914年1月20日 - 1917年8月6日（15年8月10日大佐）
- 第7代 高須一万太郎 騎兵大佐：1917年8月6日 - 1918年9月17日
- 第8代 土屋篤 騎兵大佐：1918年9月17日 - 1923年8月6日
- 第9代 原田宗一郎 騎兵大佐：1923年8月6日 - 1926年3月2日
- 第10代 宇佐美興屋 騎兵大佐：1926年3月2日 -
- 第11代 中山蕃 騎兵大佐：1928年5月30日 - 1929年12月10日
- 第12代 山内保次 騎兵大佐：1929年12月10日 -
- 第13代 星松尾 騎兵大佐：1932年8月8日 - 1934年3月5日
- 第14代 和田義雄 騎兵大佐：1934年3月5日 - 1936年3月7日
- 第15代 横田卓二 騎兵大佐：1936年3月7日 - 1938年3月1日
- 第16代 猪木近太 騎兵大佐：1938年3月1日
- 第17代 小原一明 騎兵中佐：1938年3月1日 - 1940年7月8日（38年7月15日大佐）
- 第18代 山崎武四 中佐：1940年7月8日 - 1942年6月26日（40年8月1日大佐）
- 第19代 加島起巳 大佐：1942年6月26日 - 1942年12月

### 騎兵第14連隊
- 第1代 豊辺新作 騎兵大佐：1901年6月20日 - 1906年2月23日（02年4月17日大佐）
- 第2代 河野政次郎 騎兵大佐：1906年2月23日 - 1909年4月1日
- 第3代 安藤直康 騎兵中佐：1909年4月1日 - 1912年1月13日
- 第4代 岩谷龍太郎 騎兵大佐：1912年1月13日 - 1913年8月22日
- 第5代 小崎正満 騎兵中佐：1913年8月22日 - 1915年6月5日
- 第6代 中屋新吉 騎兵中佐：1915年6月5日 - 1916年4月1日
- 第7代 太田黒竜亮 騎兵中佐：1916年4月1日 -
- 第8代 福田義弥 騎兵中佐：1918年7月24日
- 第9代 長沢郁五郎 騎兵中佐：不詳 - 1920年4月1日[6]
- 第10代 松井五郎 騎兵中佐：1920年4月1日[6] - 1923年8月6日[7]
- 第11代 野崎準一 騎兵大佐：1923年8月6日[7] -
- 第12代 益田真一 騎兵大佐：
- 第13代 石田真七  騎兵大佐：1925年12月2日 - 1928年8月10日
- 第14代 遊佐幸平 騎兵中佐：1928年8月10日 - 1930年8月1日
- 第15代 河野健息 騎兵中佐：
- 第16代 斎藤義次 騎兵中佐：1933年3月1日 - 1933年8月1日
- 第17代 熊野利助 騎兵大佐：1933年8月1日 - 1935年12月2日
- 第18代 小畑英良 騎兵大佐：1935年12月2日 - 1937年8月2日
- 第19代 秋山秀 騎兵大佐：
- 第20代 小林一男 騎兵中佐：1937年8月2日 - 1939年12月21日（戦死）（39年3月9日大佐）
- 第21代 須藤研治 大佐：1940年1月6日 - 1941年10月15日
- 第22代 渡部富士雄 大佐：1941年10月15日 - 1942年12月1日

#### 機動歩兵第3連隊
騎兵第14連隊より改編。
- 機動歩兵第3連隊
  - 第1代 加島起己
  - 第2代 吉松喜三
  - 第3代 福島甚三郎